# Sporetus inexpectatus
Sporetus inexpectatus là một loài bọ cánh cứng trong họ Cerambycidae.